# El gran Gatsby (pel·lícula de 2000)
El gran Gatsby  (títol original: The Great Gatsby) és un telefilm de l'any 2000 de la novel·la del mateix nom de F. Scott Fitzgerald. Ha estat doblada al català.
Va ser feta en col·laboració per A&I Network als Estats Units, i Granada Productions a Gran Bretanya. Va estar dirigida per Robert Markowitz d'una adaptació per a televisió per John J. McLaughlin. La música va ser feta per Carl Davis i la fotografia per Guy Dufaux. La producció va ser dissenyada per Taavo Soodor.
Aquesta versió és la quarta vegada que s'ha filmat The Great Gatsby.Ambientada a Nova York i Long Island a la dècada del 1920.

## Argument
Jay Gatsby i Daisy Buchanan són dos joves acabalats destinats a enamorar-se. Però el seu entorn social, d'estrictes conviccions, serà el principal obstacle a la seva tempestuosa relació

## Repartiment
- Paul Rudd com a Nick Carraway
- Toby Stephens com a Jay Gatsby
- Mira Sorvino com a Daisy Buchanan
- Martin Donovan com a Tom Buchanan
- Francie Swift com a Jordan Baker
- Heather Goldenhersh com a Myrtle Wilson